# Kosieczyn

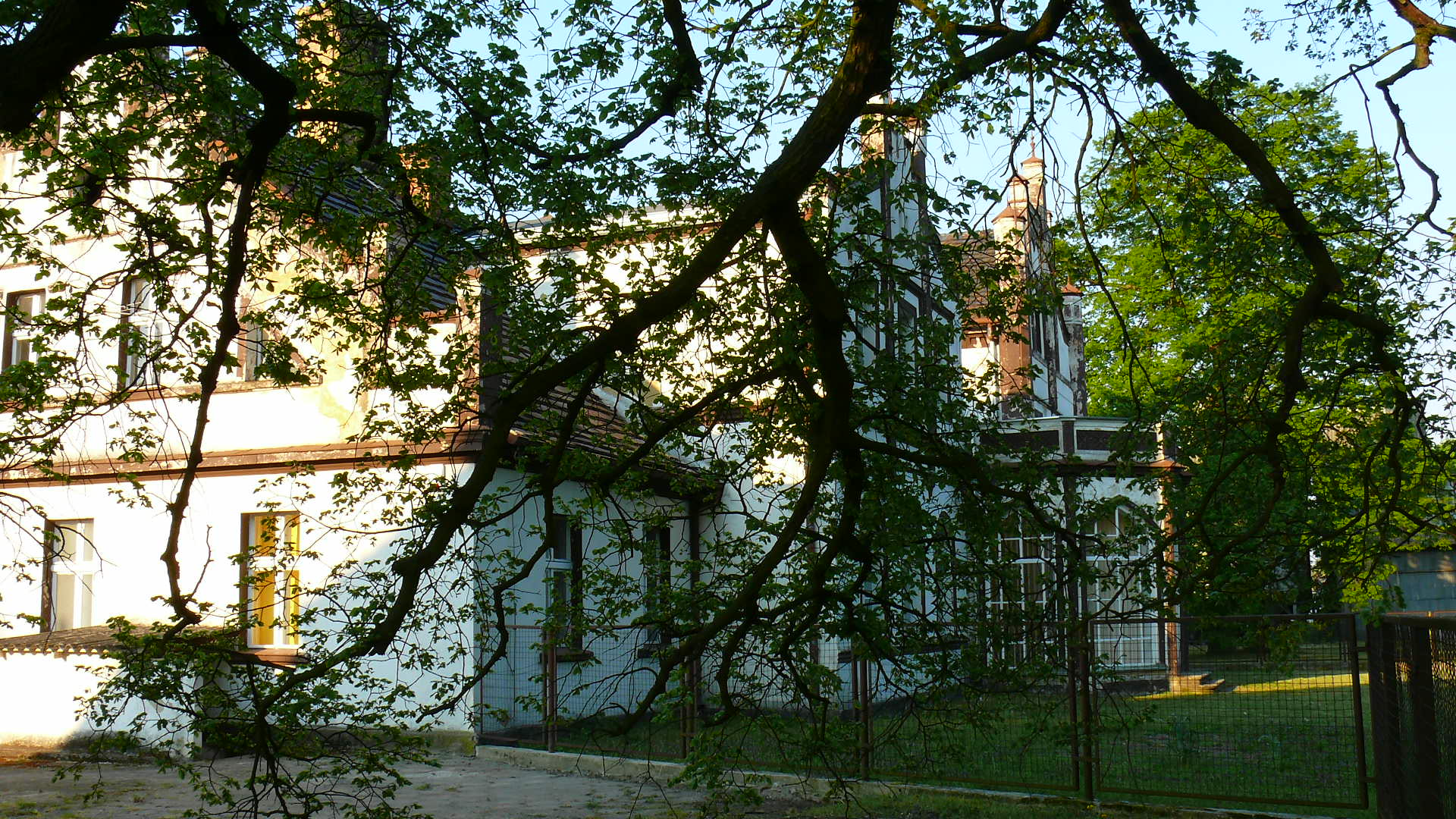
Pałac Zakrzewskich

Kosieczyn (pol. hist. Kosiczyn , do 1945 niem. Kuschten) – wieś w Polsce, położona w województwie lubuskim w powiecie świebodzińskim w gminie Zbąszynek.

## Historia
Miejscowość pierwotnie związana była z Wielkopolską. Ma metrykę średniowieczną i istnieje co najmniej od XIV wieku. Wymieniona została po raz pierwszy w 1334 pod nazwą "Kosiczyn", 1396 "Koszeszino", 1408 "Coszyczyno", 1412 "Cossziczino", 1418 "Cossiczino", 1425 "Coschatin", 1436 "Cossanczino", 1438 "Coschiczyno, Gosczyschino", 1440 "Cosiczino", 1444 "Cosyeczino", 1462 "Goszchycyno", 1490 "Cozyczino", 1494 "Coszyeczyno", 1503 "Cosszyeczino", 1516 "Coshyczyno, Coszyczno", 1564 "Koschycyno", 1944 "Kuschten” .
Miejscowość była wsią szlachecką należącą początkowo do lokalnego, wielkopolskiego rodu szlacheckiego Watta-Kosickich herbu Samson. W latach 1396–1403 pierwszym znanym właścicielem dóbr w Kosieczynie był Maciej Wata z Nądni. Po jego śmierci „Koszeszino” przeszło w ręce wdowy oraz synów. Jako własność prywatna wieś wielokrotnie zmieniała właścicieli w wyniku dziedziczenia oraz sprzedaży . 
W roku 1406 zostaje erygowana parafia pw. św. Apostołów Szymona i Judy Tadeusza. W latach 1408–1447 właścicielem wsi był Mikołaj Wata. Za jego czasów został ufundowany drewniany kościół oraz jego uposażenie. W 1408 Mikołaj wraz z synami swego stryja Macieja Waty, Piotrem, Dobrogostem, Mikołajem, Samsonem, Janem i Stanisławem oraz z ich matką Heleną, dziedzicami w Nądni i Kosieczynie, uposażyli kościół parafialny św. Szymona i Judy Apostołów. Przydzielili mu jeden łan wolny, karczmę wolną, a z każdego własnego po 4 grosze monety pospolitej, a także 30 drzew na barcie, prawo połowu ryb w jeziorze Błędno [obecnie Jez. Zbąszyńskie], łąkę zwaną "Kaczmarska Łąka", dziesięciny polne w swych wsiach Głuponie oraz Trzcianka, co tydzień ćwiertnię mąki z młynów. Plebanowi natomiast zezwolono w zagrodzie w Nądni osadzić zagrodnika, który łowiłby dla niego ryby. Jako kandydata na plebana przedstawili Macieja syna Pawła sołtysa w Jaromierzu . Budowa kościoła trwała rok i została ukończona w 1408 kiedy został on konsekrowany przez poznańskiego biskupa Wojciecha Jastrzębca.

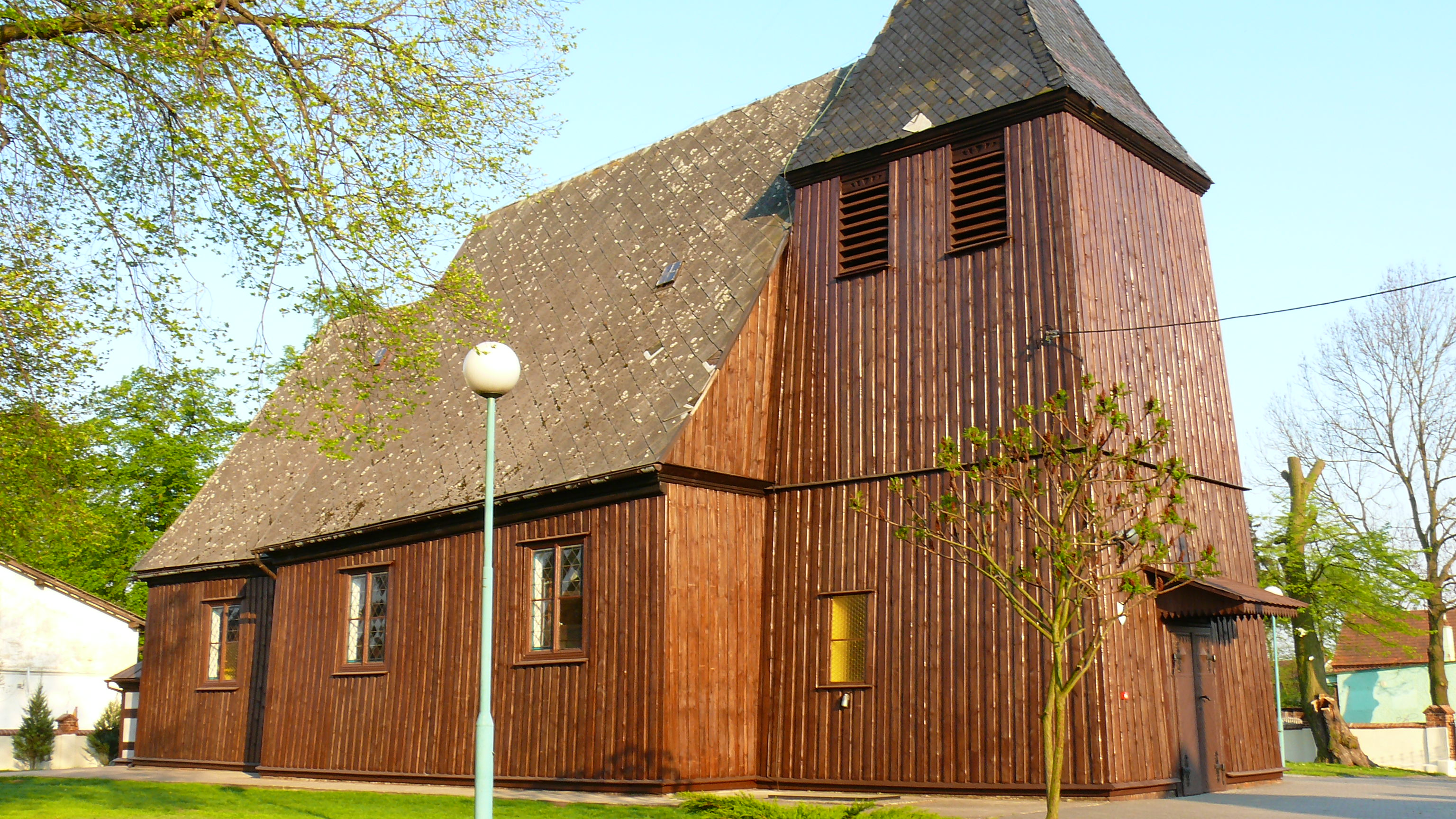
Kościół śś. Apostołów Szymona i Judy Tadeusza

W 1520 roku kościół kosieczyński należał do parafii w Chlastawie, a na początku XVII wieku przejęli go na krótko protestanci. Remont świątyni przeprowadzono w XIX lub na początku XX wieku, podczas którego dokonano zmian w układzie otworów okiennych, po południowej stronie wycięto nowe okna oraz otwór drzwiowy. Kosieczyńska świątynia po 1945 roku stanowiła filię parafii w Zbąszynku, ale w 1957 roku stała się na powrót kościołem parafialnym. W ciągu następnych lat kilkakrotnie podejmowano remont budowli, jednak najbardziej profesjonalna i z zachowaniem sztuki konserwatorskiej rewaloryzacja została rozpoczęta przed kilku laty.
W 1566 odnotowano pobór podatków w Kosieczynie. Z części wsi należącej do Macieja Proskiego z 7,5 łana kmiecego oraz od 6 komorników ubogich. Z części należących do Jerzego Kosickiego oraz Sebastiana Dąbrowskiego pobrano podatek od 2,5 łana kmiecego, jednego zagrodnika z rolą, 2 komorników. Z części Jana Jaromierskiego pobrano od 4 łanów kmiecych, 2 zagrodników z rolą, 2 komorników. Z części Jana Lutomskiego pobrano podatek z 6 łanów kmiecych, karczmy dorocznej, 4 zagrodników, 3 komorników, a z części Piotra Kosickiego od 1,5 łana kmiecego, 3 zagrodników. Odnotowany został również wspólny młyn korzecznik o jednym kole, który wielokrotnie pojawia się w źródłach XV i XVI wiecznych .
W 1581 miejscowość była wsią szlachecką odnotowaną pod nazwą Kosziczino i położona była w powiecie kościańskim województwa poznańskiego w Rzeczypospolitej Obojga Narodów. W XVI wieku odnotowani byli nowi właściciele dóbr – członkowie rodziny Kosickich, a następnie, od 1574 roku także Jana Zakrzewskiego, Jana Jaromierskiego, Macieja Proski, Sebastiana Dąbrowskiego oraz Jana Lutomskiego. Później odnotowano następne rodziny będące właścicielami dóbr: von Luck, von Prittwitz, von Lossow. von Schlichling oraz Bronikowskich i Dziembowskich.
W XIX w. Kosieczyn znajdował się rękach Zakrzewskich. W tym czasie wieś znalazła się w powiecie międzyrzeckim. Działała tu poczta; ale nie wiadomo, czy była szkoła, wspomniana w wizytacji Braneckiego z roku 1640 („Dom szkolny w Kosieczynie jest dostateczny, ale dach w nim zły. Rektorem szkoły jest Andrzej z Kopanicy”). W drugiej połowie XIX w. wieś liczyła 92 domy, zamieszkiwane przez 669 osób (480 ewangelików i 189 katolików). Majątek ziemski obejmował folwark Kosieczyn, Nowy Gościniec i folwark Bronikowo zamieszkiwane przez 213 osób (84 katolików i 129 ewangelików). W majątku (1251 ha) należącym do Wojciecha Zakrzewskiego znajdowała się gorzelnia, browar, cegielnia i fabryka serów.
W latach 1954–1972 wieś należała i była siedzibą władz gromady Kosieczyn. W latach 1975–1998 miejscowość administracyjnie należała do województwa zielonogórskiego.

## Zabytki
Do wojewódzkiego rejestru zabytków wpisane są:
- kościół parafialny rzymskokatolicki pod wezwaniem śś. Szymona i Judy, drewniany – modrzewiowy o konstrukcji zrębowej, fundowany najpewniej na przełomie XIV i XV wieku lub nieco wcześniej – w 1389 roku[7]. Jest to jednonawowa budowla wzniesiona na planie prostokąta w konstrukcji zrębowej, z węższym, również prostokątnym prezbiterium. Po wschodniej stronie na przedłużeniu prezbiterium, znajduje się zakrystia, zaś wieża po zachodniej. W konstrukcji szkieletowej zbudowano oba obiekty. Dachami dwuspadowymi zostały nakryte nawa oraz prezbiterium, natomiast wieża hełmem namiotowym. Kształt prostokątny mają okna nawy i prezbiterium oraz drzwi[7]. Przez dwa otwory umieszczone w przyziemiu wieży i zakrystii prowadzi wejście do wnętrza świątyni, które zachowało pozorne sklepienie kolebkowe. Pod nawą znajduje się krypta. Rzeźbiona Pietà gotycka, umieszczona w bocznym ołtarzu, a także późnorenesansowa ambona należy do najstarszego wyposażenia świątyni. Ołtarz główny pochodzi z okresu baroku[7].

- dawny cmentarz przy kościele, nieczynny, z XV-XX wieku
  - ogrodzenie, murowane z XV wieku
- dom, szachulcowy, z XVIII wieku

inne zabytki:
- barokowy dwór, wzniesiony w końcu XVIII wieku przez spolszczoną rodzinę Lossowów[12]. Budynek został zbudowany na planie prostokąta i jest parterowym, częściowo podpiwniczonym budynkiem nakrytym wysokim dachem mansardowym z wystawkami. Pseudoryzalit z wejściem głównym, zwieńczony trójkątnym szczytem o wolutowych spływach mieści się w środkowej części elewacji frontowej[12]. Detalu architektonicznego pozbawione są elewacje. Wiadomo, że pierwotnie parter pseudoryzalitu był boniowany. Wnętrze dworu w znacznym stopniu zostało przekształcone, co wiązało się z jego przeznaczeniem na mieszkania dla pracowników Stacji Hodowli Roślin w Kosieczynie. Majątek należący do rodziny von Lossow w XVIII wieku został przejęty przez Zakrzewskich[12].
- w połowie XIX wieku we wsi powstał neogotycki dwór Zakrzewskich. Murowana rezydencja Zakrzewskich została założona na rzucie prostokąta. Ryzalitami, tarasem i gankiem wzbogacono elewacje. Ta neogotycka budowla o urozmaiconej bryle charakteryzuje się zróżnicowanym detalem architektonicznym, jak sterczyny czy różnorodny wykrój okien. Wewnątrz pałacu zachowała się dekoracyjna posadzka ganku, piec kaflowy i stolarka drzwiowa[12].
- zabytkowa, XIX-wieczna kuźnia, którą obecnie można oglądać w skansenie w Ochli.

## Znani kosieczynianie
- Marcin Rożek urodził się w Kosieczynie.